# Incydent na Niʻihau
Incydent na Ni’ihau – nazwa zajść na hawajskiej wyspie Niʻihau, które miały miejsce między 7 i 13 grudnia 1941 roku.
Ni’ihau jest najbardziej wysuniętą na zachód wyspą w archipelagu Hawajów. Na tej wyspie, której właścicielem był Aylmer Robinson, żyło wówczas 136 osób, z czego większość stanowili Hawajczycy. Wśród mieszkańców było także troje Japończyków: Ishimatsu Shintani, Yoshio Harada i jego żona Irene. Japońska Cesarska Marynarka Wojenna omyłkowo uznała jednak wyspę za niezasiedloną i wybrała właśnie ją na miejsce ewentualnych lądowań uszkodzonych w nalocie na Pearl Harbor samolotów.
Wkrótce po drugiej fazie ataku, na Ni’ihau awaryjnie lądował myśliwiec „Zero”, pilotowany przez Shigenoriego Nishikaichiego. Niewiedzący jeszcze o ataku wyspiarze gościnnie potraktowali pilota i podjęli go jak gościa. Jako tłumacza próbowano zaangażować Ishimatsu Shintaniego, ale wobec jego niechęci rolę tę pełnił Yoshio Harada.

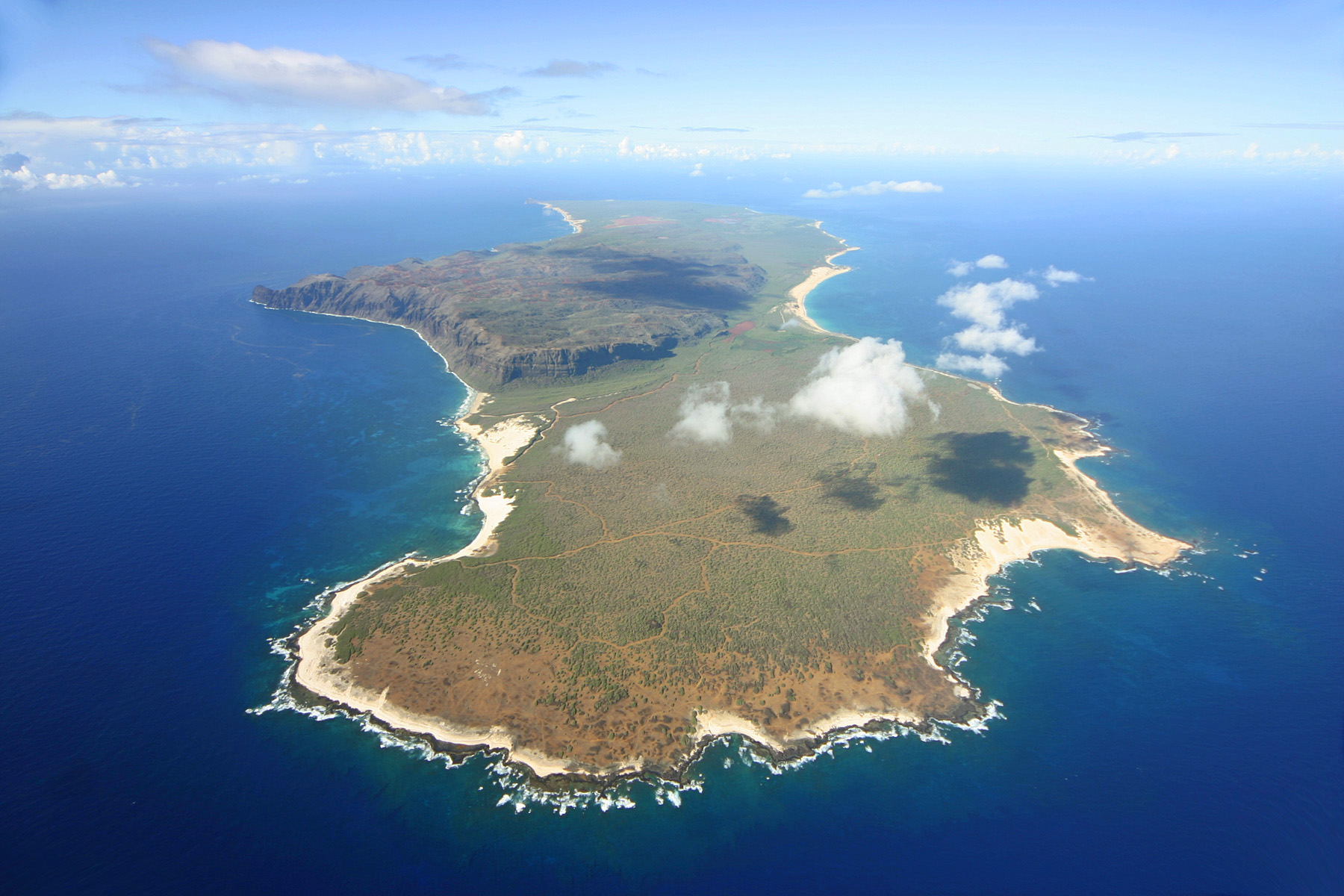
Widok na Niʻihau z powietrza

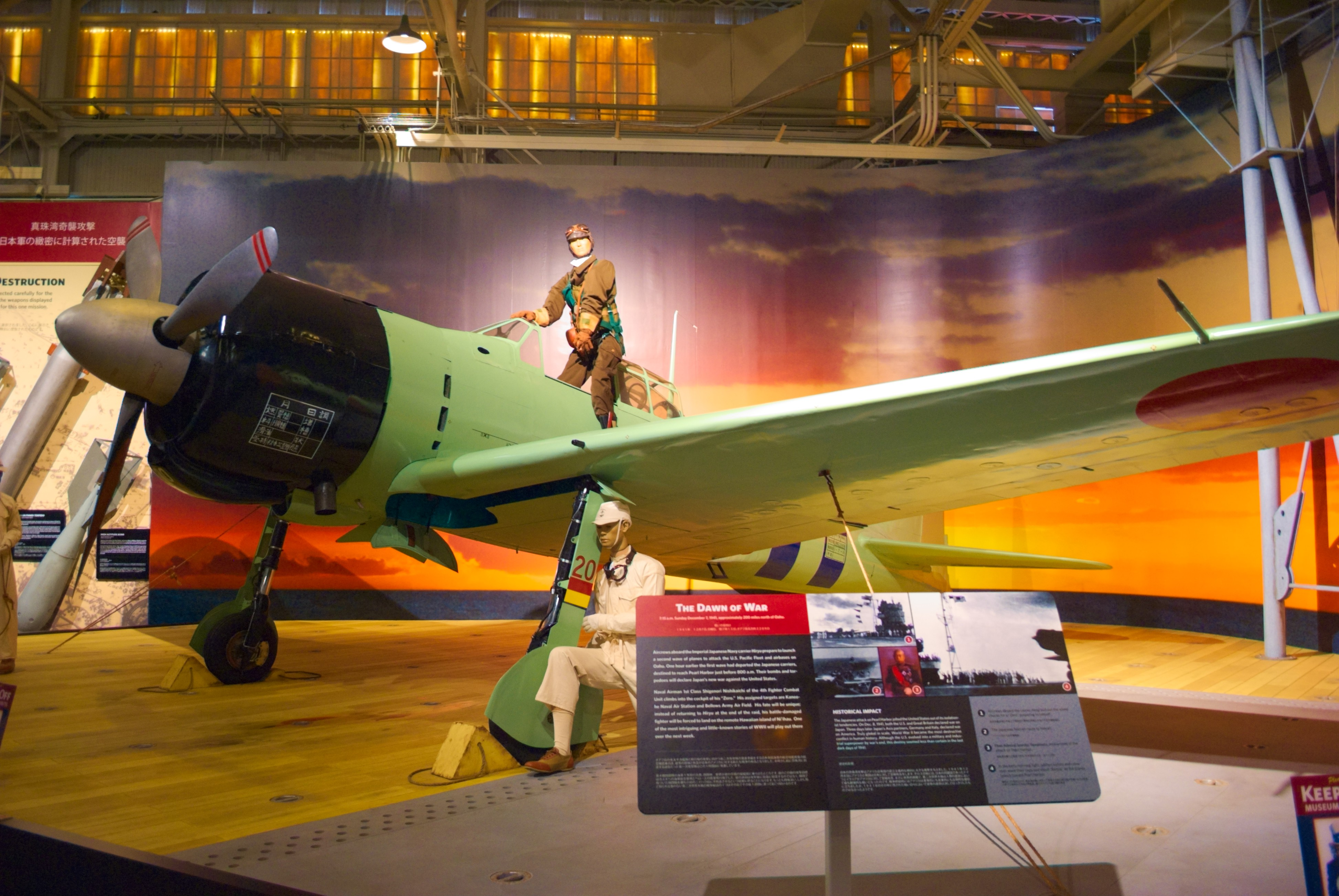
Rekonstrukcja samolotu Shigenoriego Nishikaichiego

Harada został przez pilota poinformowany o ataku, zatrzymał jednak informację w tajemnicy. Mimo to mieszkańcy odmówili prośbie pilota o zwrot dokumentów i broni. Mieszkańcy wyspy o nalocie na Pearl Harbor dowiedzieli się dopiero w czasie wieczornej audycji radiowej, po czym pilot został przez nich uwięziony, ale o zdarzeniu nie poinformowano wojska, ponieważ komunikacja z resztą archipelagu była utrudniona po ataku.
W czasie uwięzienia pilota Ishimatsu Shintani próbował odzyskać dokumenty pilota za pomocą łapówki, ale ostatecznie Nishikaichi uwolnił się z pomocą Harady, który zaatakował i związał strażnika. Gdy strażnik uwolnił się z więzów zaalarmował mieszkańców wyspy, a ci zdecydowali się podjąć wyprawę na wyspę Kauaʻi, by zaalarmować wojsko.
13 grudnia pilot wraz z Haradą udał się do uszkodzonego samolotu, wezwał przez radio wsparcie, po czym zniszczył maszynę. Wziął też na zakładników dwoje wyspiarzy, chcąc odzyskać dokumenty, jednak w toku wynikłej szamotaniny Nishikaichi został zabity, a Harada popełnił samobójstwo.
14 grudnia na wyspę przybyło wojsko, które aresztowało Irene Haradę i Ishimatsu Shintaniego. Shintani został następnie skierowany do obozu dla internowanych Japończyków, a Irene Harada trafiła do aresztu i została zwolniona dopiero w 1944 roku.
Zdaniem historyka Allana Beekmana, incydent na Ni’ihau miał wpływ na decyzję o internowaniu 120 tysięcy Amerykanów pochodzenia japońskiego, które to obozy stworzono na mocy rozkazu wykonawczego 9066, podpisanego przez prezydenta Franklina Delano Roosevelta. Władze USA obawiały się bowiem, że amerykańscy Japończycy mogą przeprowadzać akcje sabotażowe.